# Thomas Bruce (2e comte d'Ailesbury)
Pour les articles homonymes, voir Thomas Bruce et Bruce.
Thomas Bruce né le 26 septembre 1656 et décédé à Bruxelles le 16 décembre 1741, 2e comte d'Ailesbury et 3e comte d'Elgin, est un aristocrate jacobite et un mémorialiste anglais.

## Biographie

### Carrière
Il est le cinquième fils, mais premier survivant de Robert Bruce (1626-1685), 1er comte d'Ailesbury, et de Diana († 1689), fille d'Henry Grey (1er comte de Stamford) (v.1599-1673).
Après l’embarquement du prince d’Orange pour l’Angleterre, il est l’un des cinq pairs d’Angleterre qui restent fidèles à leur souverain Jacques II et, lors de la Glorieuse Révolution de 1688, il accompagne le 18 décembre son roi jusqu’à Rochester lorsque celui-ci s’enfuit de Londres.

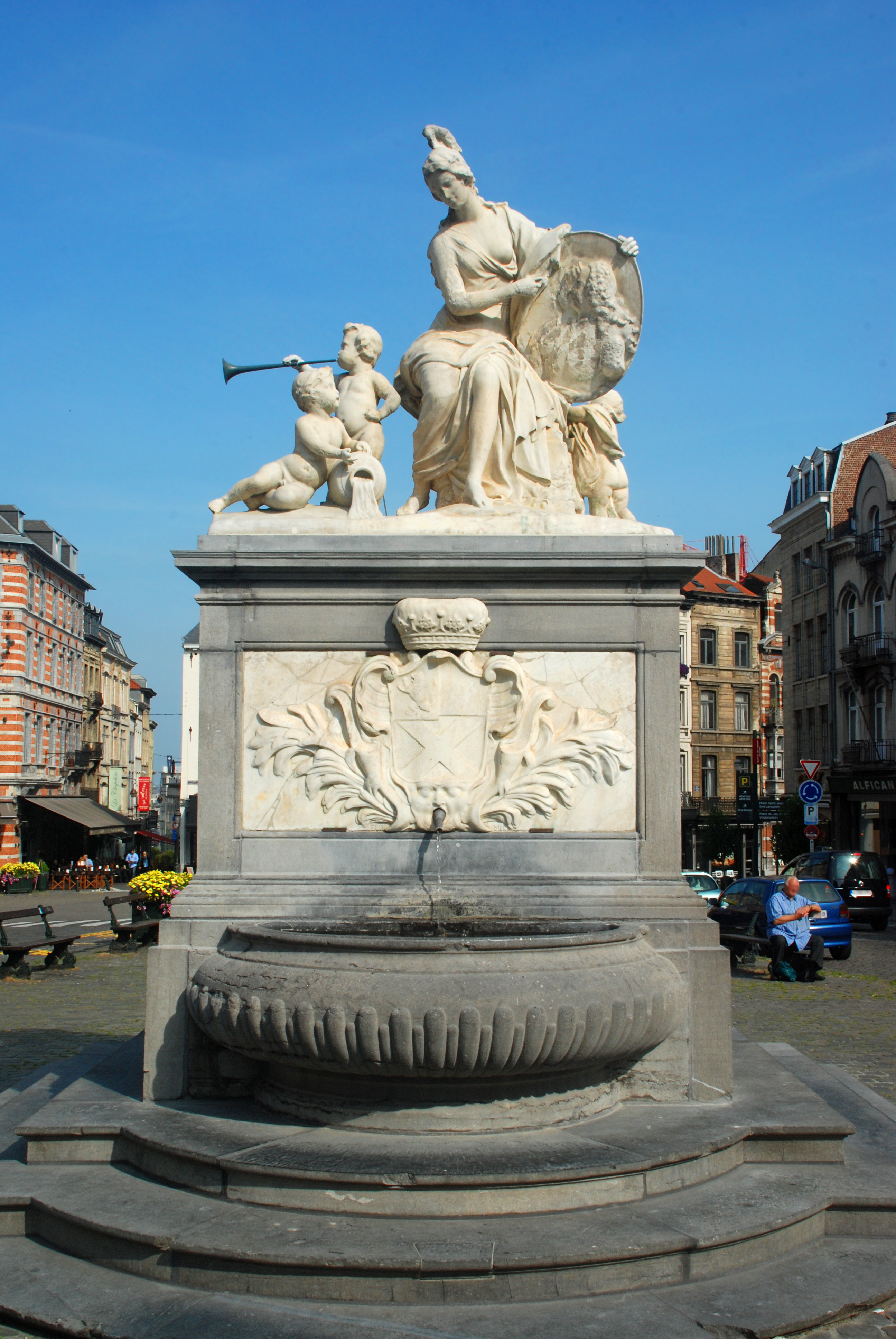
La Fontaine de Minerve au Grand Sablon à Bruxelles, offerte en reconnaissance aux Bruxellois par volonté testamentaire de Thomas Bruce, et accomplie par son héritier John Bruce en 1751.

Plus tard, en 1695, Thomas Bruce, devenu Lord Elgin, est accusé d’avoir conspiré pour remettre Jacques II sur le trône, et il est emprisonné à la Tour de Londres. Toutefois, il peut échapper à la mort et doit partir du royaume.
Il s’installe à Bruxelles où il reçoit une hospitalité agréable et qui lui sauve la vie (hospitium jucundum et salubre) comme il est inscrit sur la Fontaine de Minerve, œuvre du sculpteur Jacques Bergé, qu’il offre en reconnaissance aux Bruxellois qui n’ont pas oublié son nom.
C'est son héritier, John Bruce, dont le lien familial n'est pas précisé sur le monument qui se charge de le faire ériger en 1751.

### Le mémorialiste
Il écrit des Mémoires qui ne sont publiés qu’en 1890, mais qui donnent un tableau très vivant de ce qu’il a vécu et de ceux qu’il a côtoyé.

## Famille et descendance
Il épouse, en premières noces, le 30 octobre 1676, Elizabeth Seymour (1656-1697), qui meurt en couches en 1697. Elle est la fille de Henry Seymour, Lord Beauchamp, et sœur et cohéritière de William Seymour († 1671), 3e duc de Somerset. Ils eurent trois enfants :
- Robert Bruce (1679-1685) ;
- Charles Bruce (1682-1747), 3e comte d'Ailesbury et 4e comte d'Elgin ;
- Elizabeth Bruce (1689-1745), qui épouse George Brudenell, 3e comte de Cardigan (dont descendance).

En secondes noces, à l'église Saint-Jacques-sur-Coudenberg de Bruxelles le 27 avril 1700, il épouse Charlotte Jacqueline d'Argenteau (1679-1710), comtesse d'Esneux. Elle est une héritière flamande, fille de Louis Conrad d'Argenteau, comte d'Esneux, et de Marie de Locquenghien d'une famille des Lignages de Bruxelles. Ils ont une fille :
- Marie Thérèse Bruce (1704-1736), qui épouse le prince Maximilien-Emmanuel de Hornes[1].

### Non identifié
- John (Joannes) Bruce, dont le lien de parenté n'est pas connu, est à Bruxelles son héritier et son exécuteur testamentaire, selon l'inscription qu'il fait mettre sur le Fontaine de Minerve.